# Olympische Geschichte Ghanas
| Gelbes Symbol für Goldmedaillen mit stilisierten Olympischen Ringen | Graues Symbol für Silbermedaillen mit stilisierten Olympischen Ringen | Braundes Symbol für Bronzemedaillen mit stilisierten Olympischen Ringen |
| ------------------------------------------------------------------- | --------------------------------------------------------------------- | ----------------------------------------------------------------------- |
| —                                                                   | 1                                                                     | 4                                                                       |

Ghana, dessen NOK, das Ghana Olympic Committee, 1952 gegründet und im selben Jahr vom IOC anerkannt wurde, nimmt seit 1952 an Olympischen Sommerspielen teil. Der Staat wurde 1957 unabhängig. 1952 traten ghanaische Sportler unter der Bezeichnung Goldküste an. 1956 wurde auf eine Teilnahme verzichtet, 1976 und 1980 schloss sich Ghana den Boykottaufrufen an. 2010 wurde erstmals eine Delegation zu Winterspielen geschickt.

## Übersicht

### Sommerspiele

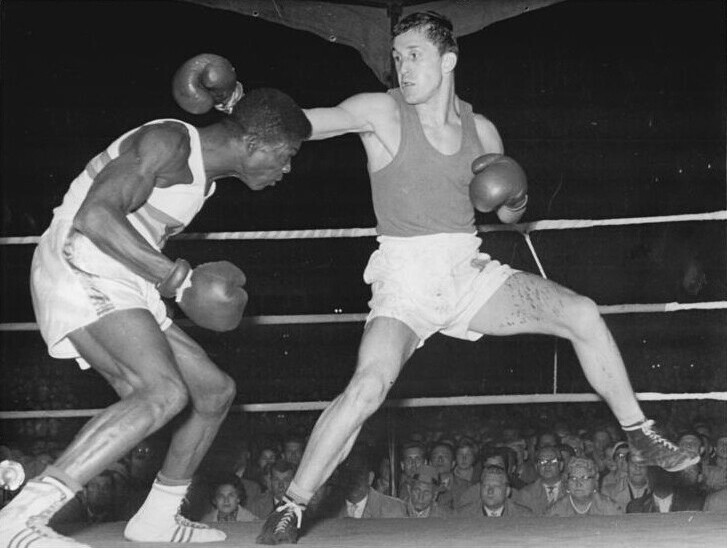
Clement Quartey (1962 in einem Kampf mit dem Deutschen Wilfried Rühl), war der erste ghanaische Medaillengewinner

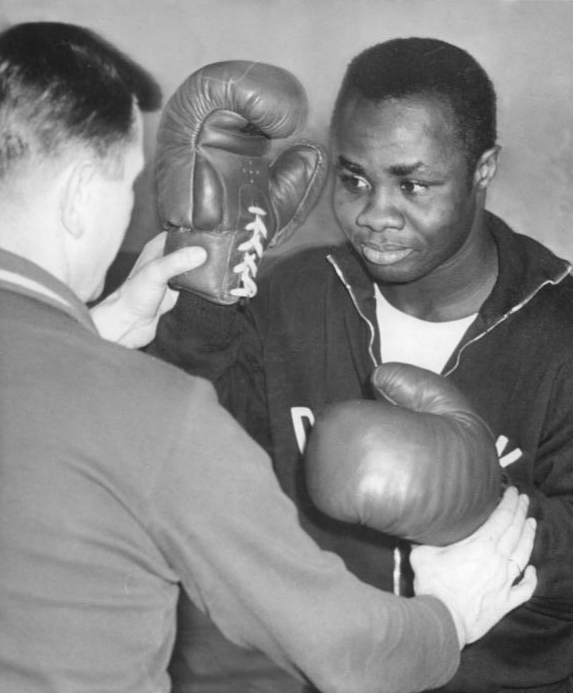
Der Weltergewichtsboxer Eddie Blay gewinnt 1964 Bronze

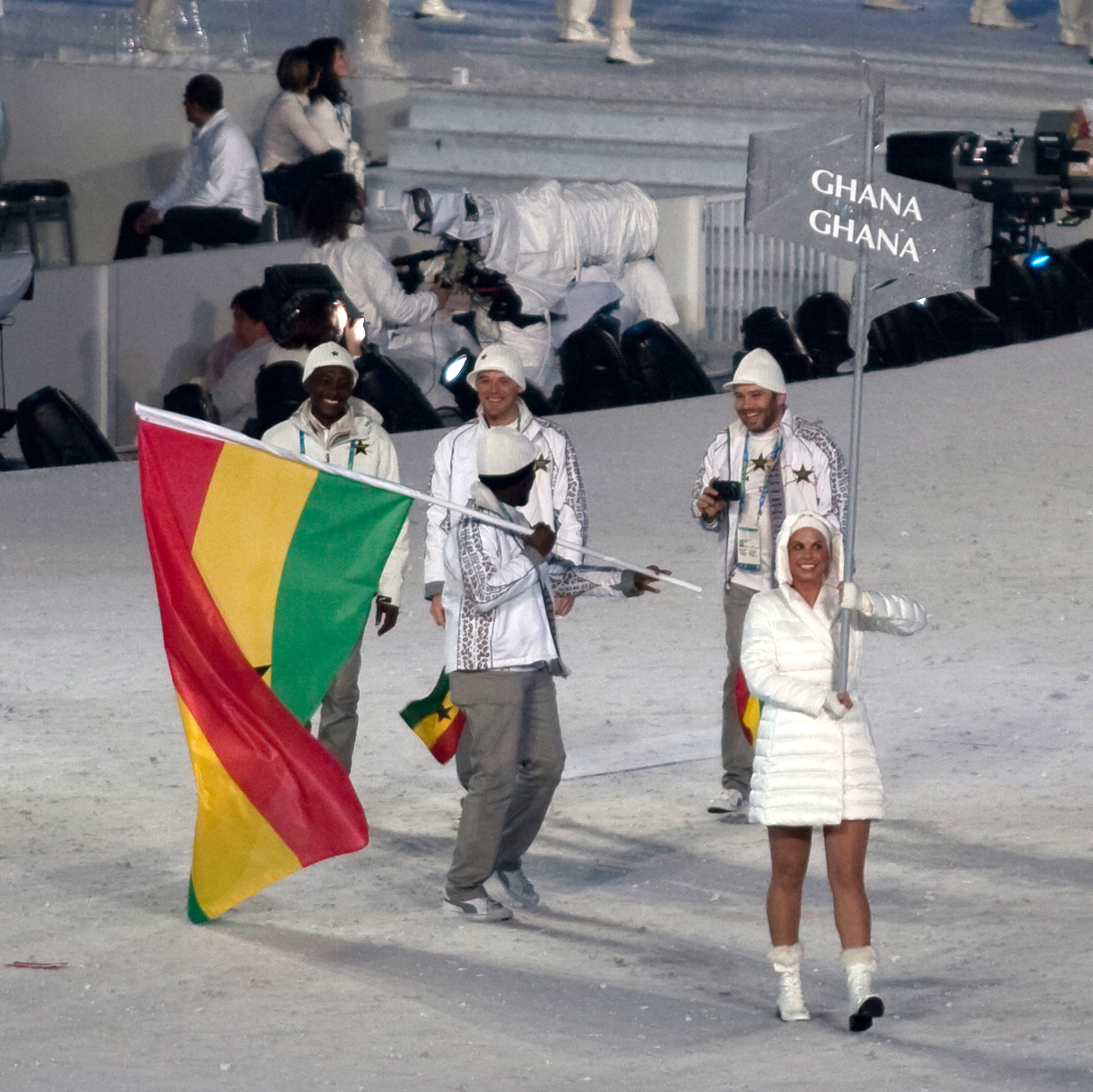
Kwame Nkrumah-Acheampong als Fahnenträger bei den Winterspielen 2010 in Vancouver

Mit sieben Leichtathleten trat die Olympiamannschaft der Goldküste bei den Spielen in Helsinki 1952 an. Vier Athleten gelten als die ersten ghanaischen Olympioniken: die 100-Meter-Läufer Gabriel Laryea und George Acquaah, der 800-Meter-Läufer Mohamed Sanni-Thomas, sowie der Weitspringer James Owoo. Alle vier traten am 20. Juli 1952 an.
Auf eine Teilnahme an den Spielen von Melbourne 1956 wurde verzichtet. 1960 in Rom, unter der Bezeichnung Ghana kamen 13 Athleten zum Einsatz, unter ihnen erstmals Boxer. Clement Quartey konnte im Halbweltergewicht mit Silber die erste olympische Medaille seines Landes gewinnen. In der Leichtathletik gab es durch den Hochspringer Robert Kotei eine Finalteilnahme zu verzeichnen. Kotei belegte Rang 10.
1964 in Tokio nahm erstmals eine ghanaische Mannschaft am olympischen Fußballturnier teil. Die Weitspringerin Alice Annum war die erste Frau, die für Ghana bei Olympischen Spielen teilnahm. Der Weitspringer Mike Ahey qualifizierte sich für das Finale, in dem er Siebter wurde. Im Boxsport wurde die zweite ghanaische Medaille gewonnen. Eddie Blay gewann die Bronzemedaille im Weltergewicht. Mike Ahey war es auch, der 1968 in Mexiko-Stadt für die einzige Finalteilnahme eines Ghanaers sorgte. Er wurde 13. im Weitsprung.
1972 in München wurde die dritte Medaille des Landes im Boxen gewonnen. Prince Amartey gewann Bronze im Mittelgewicht. Zudem gab es in der Leichtathletik drei Finalteilnahmen. Alice Annum erreichte die Finals über 100 und 200 Meter. Über 100 Meter wurde sie Sechste, über 200 Meter Siebte. Knapp an einer Medaille vorbei sprang der Weitspringer Joshua Owusu. Er belegte Rang 4, ihm fehlten zur Bronzemedaille zwei Zentimeter.
Ghana beteiligte sich am Afrikaboykott der Olympischen Spiele von Montreal 1976 sowie am von den USA geführten Boykott der Spiele von Moskau 1980. 1984 in Los Angeles kehrte Ghana wieder auf die olympische Bühne zurück, blieb jedoch erfolglos. 1988 in Seoul kam erstmals eine ghanaische Tischtennisspielerin zum Einsatz.
1992 in Barcelona gewann die ghanaische Fußballauswahl die Bronzemedaille. Mit einem Sieg und zwei Unentschieden konnte sich die Mannschaft in den Gruppenspielen durchsetzen. Im Viertelfinale wurde Paraguay mit 4:2 nach Verlängerung geschlagen. Im Halbfinale unterlag man Spanien mit 0:2. Das Spiel um die Bronzemedaille gewann Ghana mit 1:0 gegen Australien. Eines der Teammitglieder war der zu dem Zeitpunkt erst 15-jährige Samuel Kuffour, der damit der bislang jüngste Olympionike Ghanas war.
Sowohl 1996 in Atlanta als auch 2000 in Sydney blieb die ghanaische Olympiamannschaft erfolglos. Erst 2004 in Athen gelang dem Weitspringer Ignisious Gaisah eine Finalteilnahme, bei der er Rang 6 erreichte. Die nur neunköpfige Delegation 2008 in Peking blieb chancenlos.
2012 in London nahmen erstmals ein Judoka und eine Gewichtheberin aus Ghana teil, 2016 in Rio de Janeiro eine Schwimmerin und ein Schwimmer. Der Schwimmer Kaya Forson war 14 Jahre alt und unterbot damit Kuffours Rekord als jüngster Olympiateilnehmer.

### Winterspiele
Mit Kwame Nkrumah-Acheampong nahm 2010 in Vancouver erstmals ein ghanaischer Wintersportler teil. Er trat im Ski Alpin an. Nachdem Ghana auf die Teilnahme 2014 verzichtet hatte, kam 2018 in Pyeongchang mit Akwasi Frimpong ein Skeletonfahrer zum Einsatz. Carlos Mäder ging 2022 in Peking im Ski Alpin an den Start, nachdem er sich nicht für 2018 qualifizieren konnte.

## Übersicht der Teilnehmer

### Sommerspiele
| Jahr      | Athleten           | Athleten           | Athleten           | Sportarten         | Sportarten         | Sportarten         | Sportarten         | Sportarten         | Sportarten         | Sportarten         | Medaillen          | Medaillen          | Medaillen          | Medaillen          | Medaillen          |
| Jahr      | Gesamt             |                    |                    |                    |                    |                    |                    |                    |                    |                    |                    |                    |                    | Medaillen – Gesamt | Rang               |
| --------- | ------------------ | ------------------ | ------------------ | ------------------ | ------------------ | ------------------ | ------------------ | ------------------ | ------------------ | ------------------ | ------------------ | ------------------ | ------------------ | ------------------ | ------------------ |
| 1896–1948 | nicht teilgenommen | nicht teilgenommen | nicht teilgenommen | nicht teilgenommen | nicht teilgenommen | nicht teilgenommen | nicht teilgenommen | nicht teilgenommen | nicht teilgenommen | nicht teilgenommen | nicht teilgenommen | nicht teilgenommen | nicht teilgenommen | nicht teilgenommen | nicht teilgenommen |
| 1952      | 7                  | 7                  | 0                  | 7                  |                    |                    |                    |                    |                    |                    |                    |                    |                    |                    |                    |
| 1956      | nicht teilgenommen | nicht teilgenommen | nicht teilgenommen | nicht teilgenommen | nicht teilgenommen | nicht teilgenommen | nicht teilgenommen | nicht teilgenommen | nicht teilgenommen | nicht teilgenommen | nicht teilgenommen | nicht teilgenommen | nicht teilgenommen | nicht teilgenommen | nicht teilgenommen |
| 1960      | 13                 | 13                 | 0                  | 7                  | 6                  |                    |                    |                    |                    |                    |                    | 1                  |                    | 1                  | 32                 |
| 1964      | 33                 | 30                 | 3                  | 12                 | 7                  | 14                 |                    |                    |                    |                    |                    |                    | 1                  | 1                  | 35                 |
| 1968      | 31                 | 30                 | 1                  | 8                  | 7                  | 16                 |                    |                    |                    |                    |                    |                    |                    |                    |                    |
| 1972      | 35                 | 33                 | 2                  | 13                 | 6                  | 16                 |                    |                    |                    |                    |                    |                    | 1                  | 1                  | 43                 |
| 1976–1980 | nicht teilgenommen | nicht teilgenommen | nicht teilgenommen | nicht teilgenommen | nicht teilgenommen | nicht teilgenommen | nicht teilgenommen | nicht teilgenommen | nicht teilgenommen | nicht teilgenommen | nicht teilgenommen | nicht teilgenommen | nicht teilgenommen | nicht teilgenommen | nicht teilgenommen |
| 1984      | 21                 | 14                 | 7                  | 15                 | 6                  |                    |                    |                    |                    |                    |                    |                    |                    |                    |                    |
| 1988      | 16                 | 10                 | 6                  | 11                 | 3                  |                    | 1                  |                    |                    |                    |                    |                    |                    |                    |                    |
| 1992      | 34                 | 32                 | 2                  | 8                  | 5                  | 20                 | 2                  |                    |                    |                    |                    |                    | 1                  | 1                  | 54                 |
| 1996      | 35                 | 33                 | 2                  | 15                 | 2                  | 16                 | 2                  |                    |                    |                    |                    |                    |                    |                    |                    |
| 2000      | 22                 | 16                 | 6                  | 18                 | 4                  |                    |                    |                    |                    |                    |                    |                    |                    |                    |                    |
| 2004      | 26                 | 23                 | 3                  | 10                 |                    | 16                 |                    |                    |                    |                    |                    |                    |                    |                    |                    |
| 2008      | 9                  | 8                  | 1                  | 3                  | 6                  |                    |                    |                    |                    |                    |                    |                    |                    |                    |                    |
| 2012      | 7                  | 5                  | 2                  | 2                  | 3                  |                    |                    | 1                  | 1                  |                    |                    |                    |                    |                    |                    |
| 2016      | 14                 | 7                  | 7                  | 9                  | 1                  |                    |                    | 1                  | 2                  | 1                  |                    |                    |                    |                    |                    |
| 2020      | 12                 | 10                 | 2                  | 5                  | 3                  |                    |                    | 1                  | 1                  | 2                  |                    |                    | 1                  | 1                  | 86                 |
| 2024      | 7                  | 5                  | 2                  | 5                  |                    |                    |                    |                    |                    | 2                  |                    |                    |                    |                    |                    |
| Gesamt    | Gesamt             | Gesamt             | Gesamt             | Gesamt             | Gesamt             | Gesamt             | Gesamt             | Gesamt             | Gesamt             | Gesamt             | 0                  | 1                  | 4                  | 5                  |                    |

### Winterspiele
| Jahr      | Athleten           | Athleten           | Athleten           | Sportarten         | Sportarten         | Medaillen          | Medaillen          | Medaillen          | Medaillen          | Medaillen          |
| Jahr      | Gesamt             |                    |                    |                    |                    |                    |                    |                    | Medaillen – Gesamt | Rang               |
| --------- | ------------------ | ------------------ | ------------------ | ------------------ | ------------------ | ------------------ | ------------------ | ------------------ | ------------------ | ------------------ |
| 1924–2006 | nicht teilgenommen | nicht teilgenommen | nicht teilgenommen | nicht teilgenommen | nicht teilgenommen | nicht teilgenommen | nicht teilgenommen | nicht teilgenommen | nicht teilgenommen | nicht teilgenommen |
| 2010      | 1                  | 1                  | 0                  | 1                  |                    |                    |                    |                    |                    |                    |
| 2014      | nicht teilgenommen | nicht teilgenommen | nicht teilgenommen | nicht teilgenommen | nicht teilgenommen | nicht teilgenommen | nicht teilgenommen | nicht teilgenommen | nicht teilgenommen | nicht teilgenommen |
| 2018      | 1                  | 1                  | 0                  |                    | 1                  |                    |                    |                    |                    |                    |
| 2022      | 1                  | 1                  | 0                  | 1                  |                    |                    |                    |                    |                    |                    |
| Gesamt    | Gesamt             | Gesamt             | Gesamt             | Gesamt             | Gesamt             | 0                  | 0                  | 0                  | 0                  |                    |

## Liste der Medaillengewinner

### Goldmedaillen
Bislang (Stand August 2024) keine Goldmedaillen

### Silbermedaillen
| Name            | Spiele   | Sportart | Disziplin         |
| --------------- | -------- | -------- | ----------------- |
| Clement Quartey | 1960 Rom | Boxen    | Halbweltergewicht |

### Bronzemedaillen
| Name                           | Spiele         | Sportart | Disziplin         |
| ------------------------------ | -------------- | -------- | ----------------- |
| Eddie Blay                     | 1964 Tokio     | Boxen    | Halbweltergewicht |
| Prince Amartey                 | 1972 München   | Boxen    | Mittelgewicht     |
| Fußballnationalmannschaft U 23 | 1992 Barcelona | Fußball  |                   |
| Samuel Takyi                   | 2020 Tokio     | Boxen    | Federgewicht      |

## Medaillen nach Sportart
| Sportart | Gold | Silber | Bronze | Gesamt |
| Boxen    | 0    | 1      | 3      | 4      |
| Fußball  | 0    | 0      | 1      | 1      |
| Gesamt   | 0    | 1      | 4      | 5      |